# Orosházi FKSE
Az Orosházi FKSE egy magyar kézilabdaklub. 1999-ben alapították, jelenleg a magyar első osztályban szerepel. 

## A klub névváltoztatásai az évek során
- 1999–2005: Every Day KSE Orosháza
- 2005–2011: Orosházi FKSE
- 2011–2012:  Orosházi FKSE-Alexandra
- 2012–present: Orosházi FKSE-LINAMAR

## Mezgyártók és főszponzorok
| Időszak   | Mezgyártó | Főszponzor           |
| --------- | --------- | -------------------- |
|           | Puma      |                      |
| 2012–2013 | –         |                      |
| 2013–2014 | ASICS     | Linamar / Swietelsky |
| 2014–     | ASICS     | Linamar              |

## Sikerek

### Hazai
- Nemzeti Bajnokság I/B:
  - Aranyérem: 2001, 2010, 2019

- Magyar Kupa:
  - Bronzérem: 2003

## Az európai kupákban
- szereplés EHF-kupában: 2

| Season  | Competition | Round           | Klub                | Hazai pályán | Idegenben | Összesítés |
| ------- | ----------- | --------------- | ------------------- | ------------ | --------- | ---------- |
|         |             |                 |                     |              |           |            |
| 2002-03 | EHF-kupa    | 2. selejtezőkör | Portovik Yuzhny     | 26-34        | 26-26     | 52–60      |
|         |             |                 |                     |              |           |            |
| 2014-15 | EHF-kupa    | 3. selejtezőkör | HC Olimpus-85-USEFS | 28-28        | 34-28     | 62–56      |
| 2014-15 | EHF-kupa    | 2. selejtezőkör | Hubo Initia Hasselt | 30-21        | 26-25     | 56–46      |
| 2014-15 | EHF-kupa    | 3. selejtezőkör | Skjern Håndbold     | 25-32        | 20-40     | 45–72      |